# Фаткуллино
Фатку́ллино (баш. Фәтҡулла) — деревня в Иглинском районе Республики Башкортостан Российской Федерации. Входит в состав Улу-Телякского сельсовета.

## География

### Географическое положение
Расстояние до:
- районного центра (Иглино): 66 км,
- центра сельсовета (Улу-Теляк): 4 км,
- ближайшей ж/д станции (Улу-Теляк): 4 км.

## Население
| 2002 | 2009 | 2010 |
| ---- | ---- | ---- |
| 46   | ↗49  | ↘48  |